# Rei Yonezawa
Rei Yonezawa (米澤 令衣 Yonezawa Rei?, nacido el 20 de julio de 1996 en Osaka) es un futbolista japonés que se desempeña como delantero en el Kagoshima United FC de la J2 League.

## Trayectoria

### Clubes
| Club                         | País  | Año         |
| ---------------------------- | ----- | ----------- |
| Cerezo Osaka                 | Japón | 2015 - 2018 |
| Blaublitz Akita (cedido)     | Japón | 2015        |
| Cerezo Osaka sub-23          | Japón | 2016        |
| Renofa Yamaguchi FC (cedido) | Japón | 2017        |
| Cerezo Osaka sub-23          | Japón | 2017 - 2018 |
| Kagoshima United FC          | Japón | 2019 -      |

## Estadística de carrera

### J. League
| Club                | Año   | J. League | J. League | Copa J. League | Copa J. League | Total | Total |
| Club                | Año   | Part.     | Goles     | Part.          | Goles          | Part. | Goles |
| ------------------- | ----- | --------- | --------- | -------------- | -------------- | ----- | ----- |
| Cerezo Osaka        | 2015  | 0         | 0         | -              | -              | 0     | 0     |
| Blaublitz Akita     | 2015  | 23        | 5         | -              | -              | 23    | 5     |
| Cerezo Osaka        | 2016  | 0         | 0         | -              | -              | 0     | 0     |
| Renofa Yamaguchi FC | 2017  | 16        | 0         | -              | -              | 16    | 0     |
| Cerezo Osaka        | 2017  | 0         | 0         | 0              | 0              | 0     | 0     |
| Cerezo Osaka sub-23 | 2016  | 25        | 8         | -              | -              | 25    | 8     |
| Cerezo Osaka sub-23 | 2017  | 12        | 5         | -              | -              | 12    | 5     |
| Total               | Total | 76        | 18        | 0              | 0              | 76    | 18    |